# Sennen Kazoku
Sennen Kazoku (千年家族?) è un gioco di simulazione di vita sviluppato da Indieszero e pubblicato dalla Nintendo per il Game Boy Advance. È stato commercializzato solo in Giappone il 10 marzo 2005.

## Accoglienza
Sennen Kazoku ha ottenuto un punteggio di 29/40 dalla rivista Famitsū, basato sulla somma dei punteggi (da 0 a 10) dati al gioco da quattro recensori della rivista.